# 桑原彩音
桑原 彩音（くわばら あやね、1993年12月12日 - ）は、高知県高知市出身の日本のダンサー、女優、プロデューサーである。実姉の桑原みずき（元SKE48）とともにエンターテインメント集団「ツルノヒトコエ」をプロデュースする。

## 来歴
小学3年生時の2002年には、高知国体で企画されたこどもミュージカルに母親が応募し出演した。小学3年生から中学2年生まで、高知リトルプレイヤーズシアターこども劇団に所属した。2009年には、姉のみずきが拠点としていた名古屋市へ転校し、レッスンに没頭した。
2011年から2013年8月までしがせいこの専属バックダンサーを務め、中京テレビ24時間、東海ラジオ、ラグーナ蒲郡カウントダウンライブ、チャリティーイベントなどに出演した。また、エイベックスにダンサーとして所属した。
2019年結婚。

## 出演

### バックダンサー
- 2011年11月 - リュ・シウォンジャパンライブツアー[1]
- 2013年10月 - SKD OG スタスレビューファンタジー2013[1]（浅草公会堂[5]）
- 2015年7月 - スターダストプロモーション5人組アイドル[誰?][要出典]
- 2016年10月 - TBSハロウィン音楽祭（松坂慶子）[7]

### 舞台作品
- 2002年10月 - 花咲く鏡とお星様[1]
- 2014年9月 - 下町演劇祭参加作品『才能がない』（ヒロイン・みゆき役）[5]
- 2015年6月 - 『Suddenly Like a flame』（新瑞橋カヨ役）[5]
- 2015年7月 - 『進め！春川女子高２～ハルジョの七不思議～[1]』（鈴木麻子役[5]）
- 2015年10月
  - 「熱血戦隊！ハートレンジャー！〜歌乙女ノ旋律〜」（萬劇場）[5]
  - 「熱血戦隊！ハートレンジャー！〜背徳ノ指揮棒〜」（萬劇場、ハートレンジャー碧雛乃役[要出典]）[5]
- 2015年12月 - 「熱血戦隊！ハートレンジャー！〜終幕ノ総譜〜」（萬劇場、ハートレンジャー碧雛乃役[要出典]）[5]

### テレビ番組
- ジャパカル+（レギュラー出演、Dlife）[5]
- 2016年6月
  - 警視庁・捜査一課長（11話、テレビ朝日）[8]
  - 好きな人がいること（フジテレビジョン）[要出典]

### 雑誌
- オートバイ (雑誌)[要出典]

## 振付
- 2013年4月 - SKE48ガイシホールコンサート『エンドロール』[1][5]
「僕は知っている」もみずきと振付した[要出典]。
- 2016年12月 - Favorite Banana Indians第9回本公演「Singularity Crash~〈わたし〉に続く果てしない物語(ストーリー)」[要出典]

## ツルノヒトコエ
- 2015年
  - 2月14日：Valentine For You!（BASEMENT MONSTAR王子）[9]
  - 9月25日 - 27日：3days party（劇場TACCS1179）[要出典]
  - 10月29日：One Nigth Party in NAGOYA（Zepp Nagoya）[10]
- 2016年
  - 3月23日 - 27日：Cheers to a great 2016!!（戸野廣浩司記念劇場）[11]
  - 8月11日 - 14日：Like The midsummer Sun（劇場TACCS1179）[12]